# Arlbergstraße
De Arlbergstraße (B197 of L197) is een Oostenrijkse weg in de deelstaten Tirol en Vorarlberg die over een lengte van 21,5 kilometer (waarvan 11,29 kilometer in de deelstaat Tirol) vanaf Sankt Anton am Arlberg over de Arlbergpas tot bij Klösterle in het Klostertal loopt. De weg vormt een alternatieve route voor de bijna veertien kilometer lange Arlberg Straßentunnel op de Arlberg Schnellstraße (S16). Op de weg geldt een verbod voor auto's met aanhangers.

## Geschiedenis
De pas wordt ten minste sinds de bronstijd gebruikt. In de Romeinse tijd was de pas van weinig belang. Vanaf de 13de eeuw vermenigvuldigte zich het vervoer op de Arlbergstraße. Tussen 1782 en 1784, in de tijd van Keizer Jozef II, werd de straat door handelaren uit Bozen gebouwd. In 1787 werd de Josephinische Straße, die over de Arlberg loopt, geopend. Tot 1824 werd een verharde weg (Kunststraße) uitgebreid die tijdens de vroege industrialisatie van groot belang was (textiel, post). Later, na de uitbreiding van de spoorlijnen over het Alpenvorland (Alpien hoogland), verzwakte het belang van de Alpenstraße weer.
Na het verval van de Habsburgse monarchie streefde men naar een doorgaande interne Oostenrijkse route. Door de opkomst van het toerisme op het Arlberg ging het lokale vervoer na de oorlog weer omhoog.
Per 1 september 1971 werd de Arlbergstraße een Oostenrijkse rijksweg en kreeg zij de aanduiding B197. In 2002 verloor de weg de status van Bundesstraße en werd zij een Landesstraße. In Tirol behield zij de aanduiding B197; in Vorarlberg wordt de weg met L197 aangeduid.

## Virtuele galerij

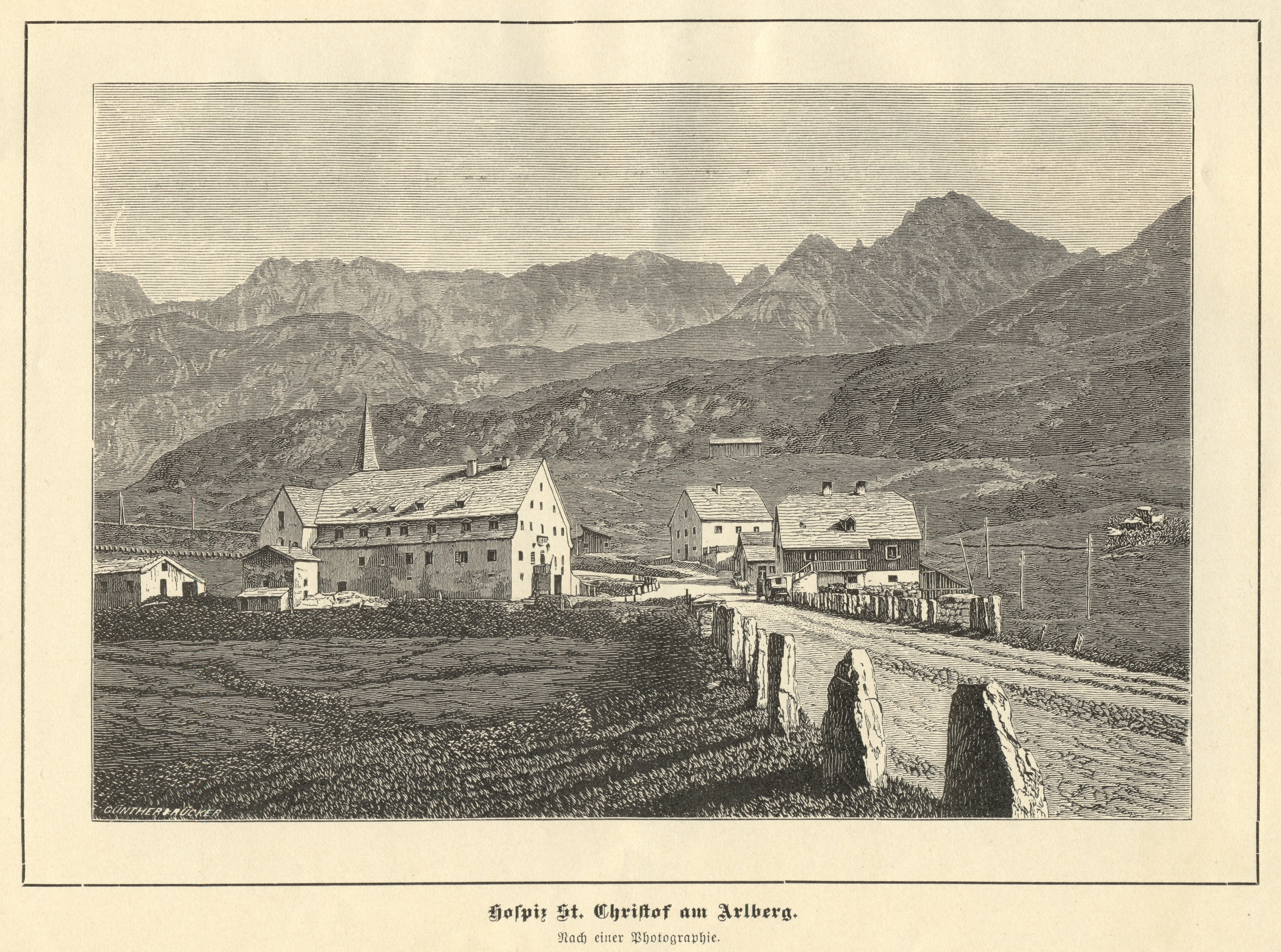
Sankt Christoph am Arlberg juist onder de Arlbergpas, 1889
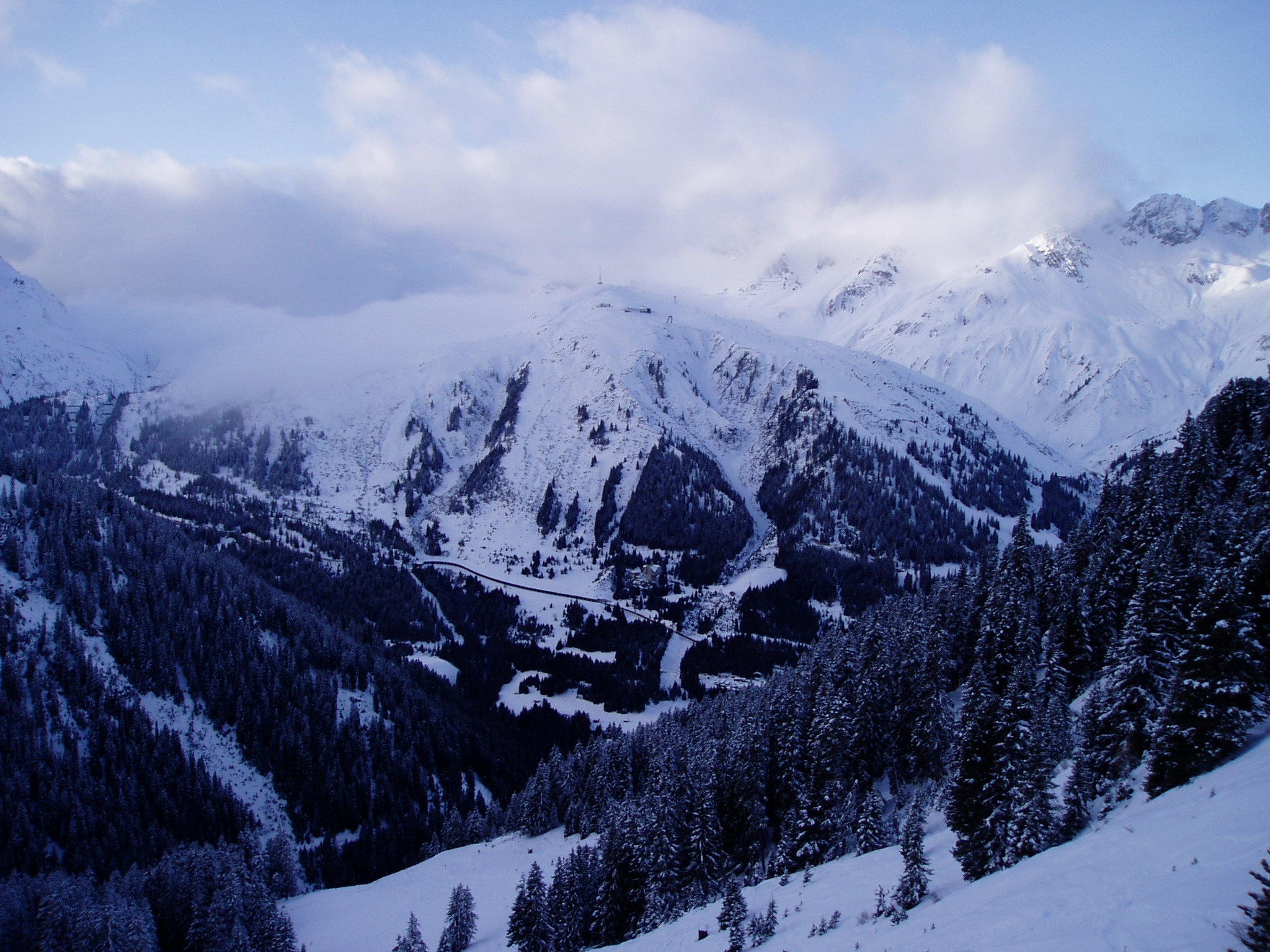
Stijging van de pas in Tirol
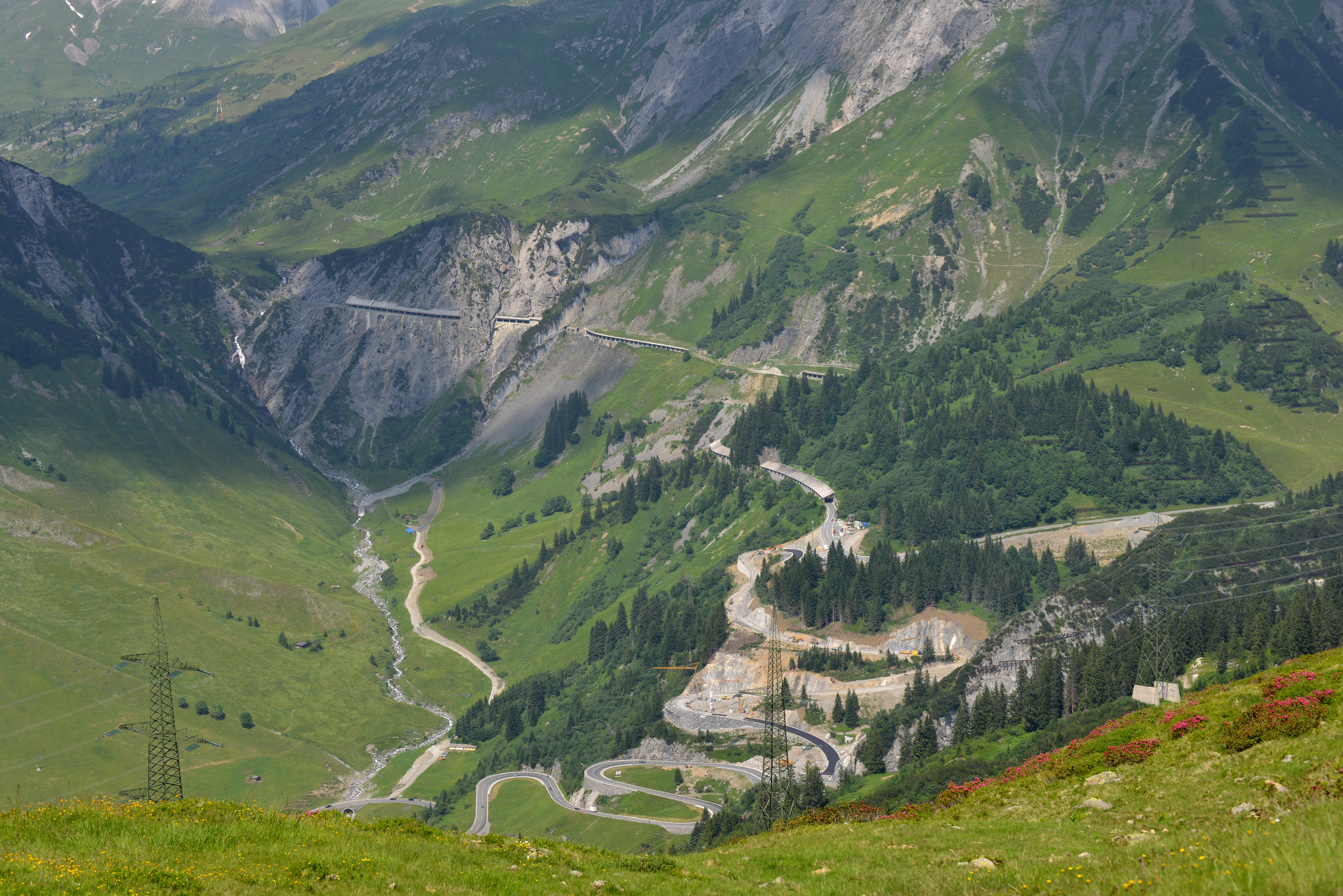
2015: Vernieuwing van de Arlbergstraße
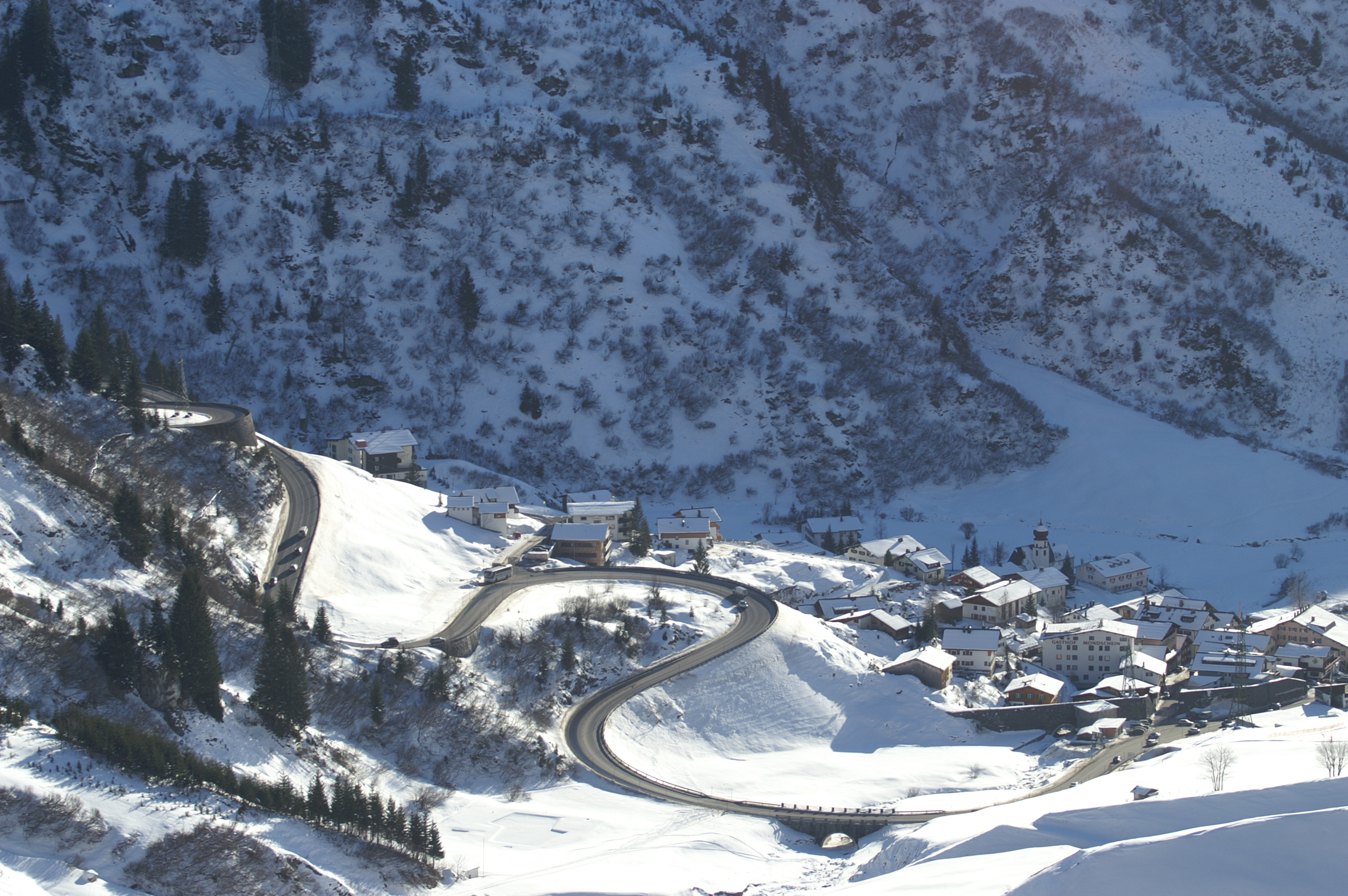
Stuben in Vorarlberg

B1 · 
B2 · 
B3 · 
B4 · 
B5 · 
B6 · 
B7 · 
B8 · 
B9 · 
B10 · 
B11 · 
B12 · 
B13 · 
B14 · 
B15 · 
B16 · 
B17 · 
B18 · 
B19 · 
B20 ·  
B21 · 
B22 · 
B23 · 
B24 · 
B25 · 
B26 · 
B27 · 
B28 · 
B29 · 
B30 · 
B31 · 
B32 · 
B33 · 
B34 · 
B35 · 
B36 · 
B37 · 
B38 · 
B39 · 
B40 · 
B41 · 
B42 · 
B43 · 
B44 · 
B45 · 
B46 · 
B47 · 
B48 · 
B49 · 
B50 · 
B51 · 
B52 · 
B53 · 
B54 · 
B55 · 
B56 · 
B57 · 
B58 · 
B59 · 
B60 · 
B61 · 
B62 · 
B63 · 
B64 · 
B65 · 
B66 · 
B67 · 
B68 · 
B69 · 
B70 · 
B71 · 
B72 · 
B73 · 
B74 · 
B75 · 
B76 · 
B77 · 
B78 · 
B79 · 
B80 · 
B81 · 
B82 · 
B83 · 
B84 · 
B85 · 
B86 · 
B87 · 
B88 · 
B89 · 
B90 · 
B91 · 
B92 · 
B93 · 
B94 · 
B95 · 
B96 · 
B97 · 
B98 · 
B99 · 
B100 · 
B105 · 
B106 · 
B107 · 
B108 · 
B109 · 
B110 · 
B111 · 
B113 · 
B114 · 
B115 · 
B116 · 
B117 · 
B119 · 
B120 · 
B121 · 
B122 · 
B123 · 
B124 · 
B125 · 
B126 · 
B127 · 
B129 · 
B130 · 
B131 · 
B132 · 
B133 · 
B134 · 
B135 · 
B136 · 
B137 · 
B138 · 
B139 · 
B140 · 
B141 · 
B142 · 
B143 · 
B144 · 
B145 · 
B146 · 
B147 · 
B148 · 
B149 · 
B150 · 
B151 · 
B152 · 
B153 · 
B154 · 
B155 · 
B156 · 
B158 · 
B159 · 
B160 · 
B161 · 
B162 · 
B163 · 
B164 · 
B165 · 
B166 · 
B167 · 
B168 · 
B169 · 
B170 · 
B171 · 
B172 · 
B173 · 
B174 · 
B175 · 
B176 · 
B177 · 
B178 · 
B179 · 
B180 · 
B181 · 
B182 · 
B183 · 
B184 · 
B185 · 
B186 · 
B187 · 
B188 · 
B189 · 
B190 · 
B191 · 
B192 · 
B193 · 
B197 · 
B198 · 
B199 · 
B200 · 
B201 · 
B202 · 
B203 · 
B204 · 
B205 · 
B209 · 
B210 · 
B211 · 
B212 · 
B213 · 
B214 · 
B215 · 
B216 · 
B217 · 
B218 · 
B219 · 
B220 · 
B221 · 
B222 · 
B223 · 
B224 · 
B225 · 
B226 · 
B227 · 
B228 · 
B229 · 
B230 · 
B303 · 
B305 · 
B309 · 
B310 · 
B311 · 
B316 · 
B317 · 
B319 · 
B320